# ليوواردن
ليوفاردِن (بالهولندية: Leeuwarden ) بلدية تقع في الشمال الهولندي. وتعتبر ليوواردن قلب مقاطعة فريزلاند سياسياً اقتصادياً وثقافياً، ويعود تاريخ ليوواردن إلى العصر الروماني 

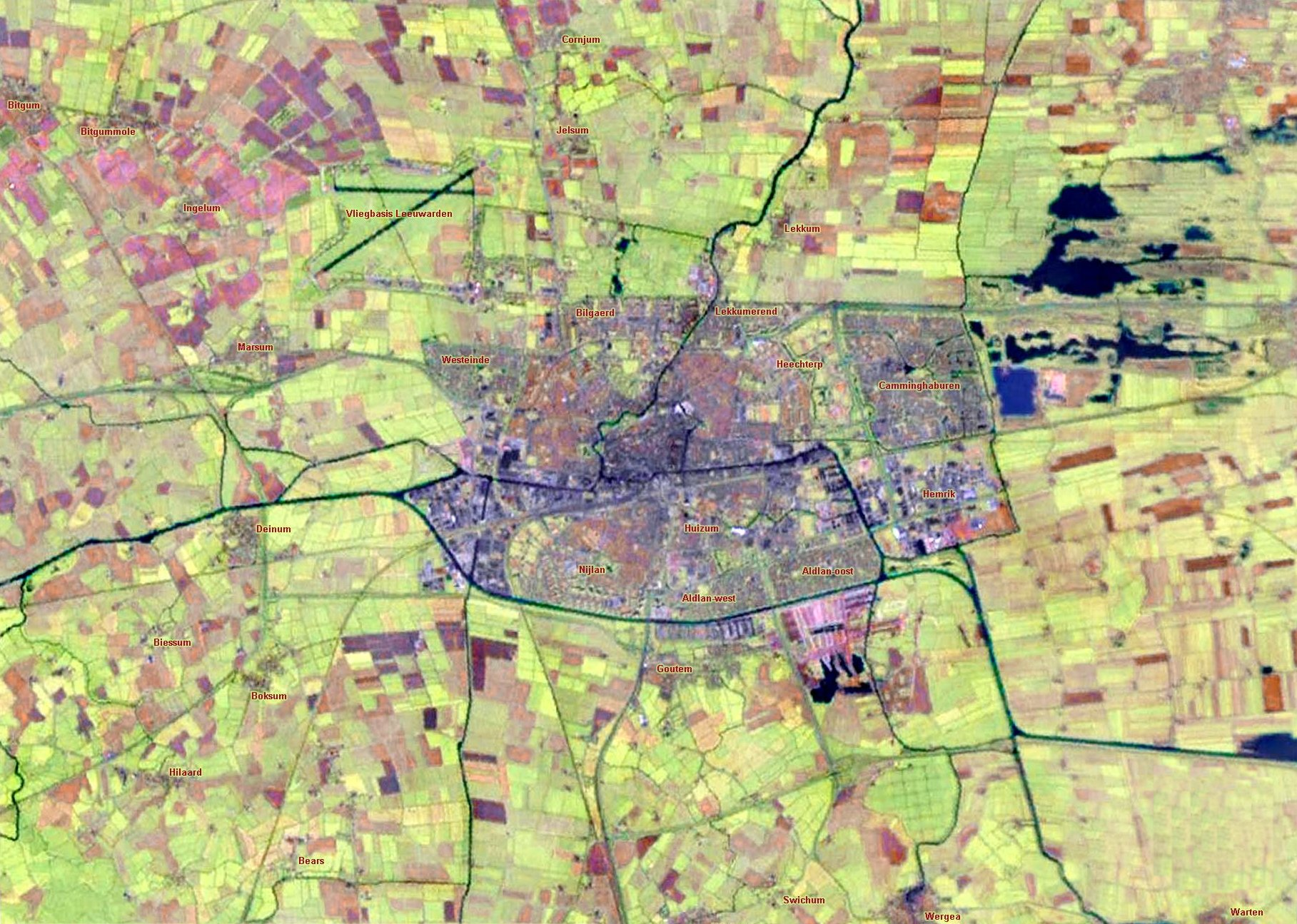
صورة لمدينة ليوواردن بالأقمار الاصطناعية

## صور من المدينة

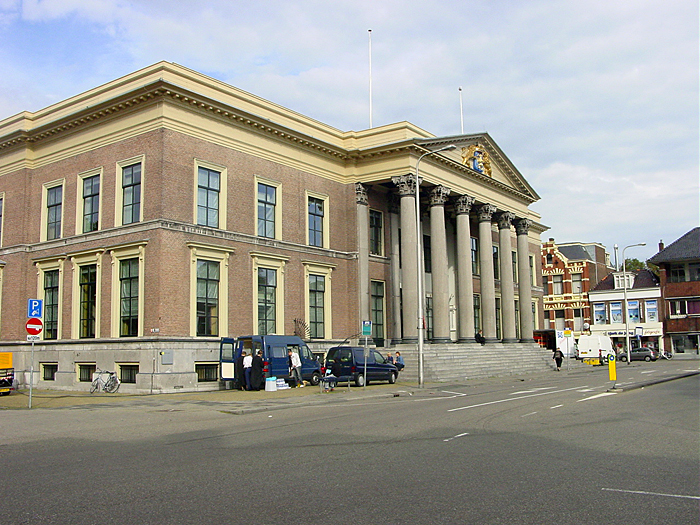
قصر العدالة
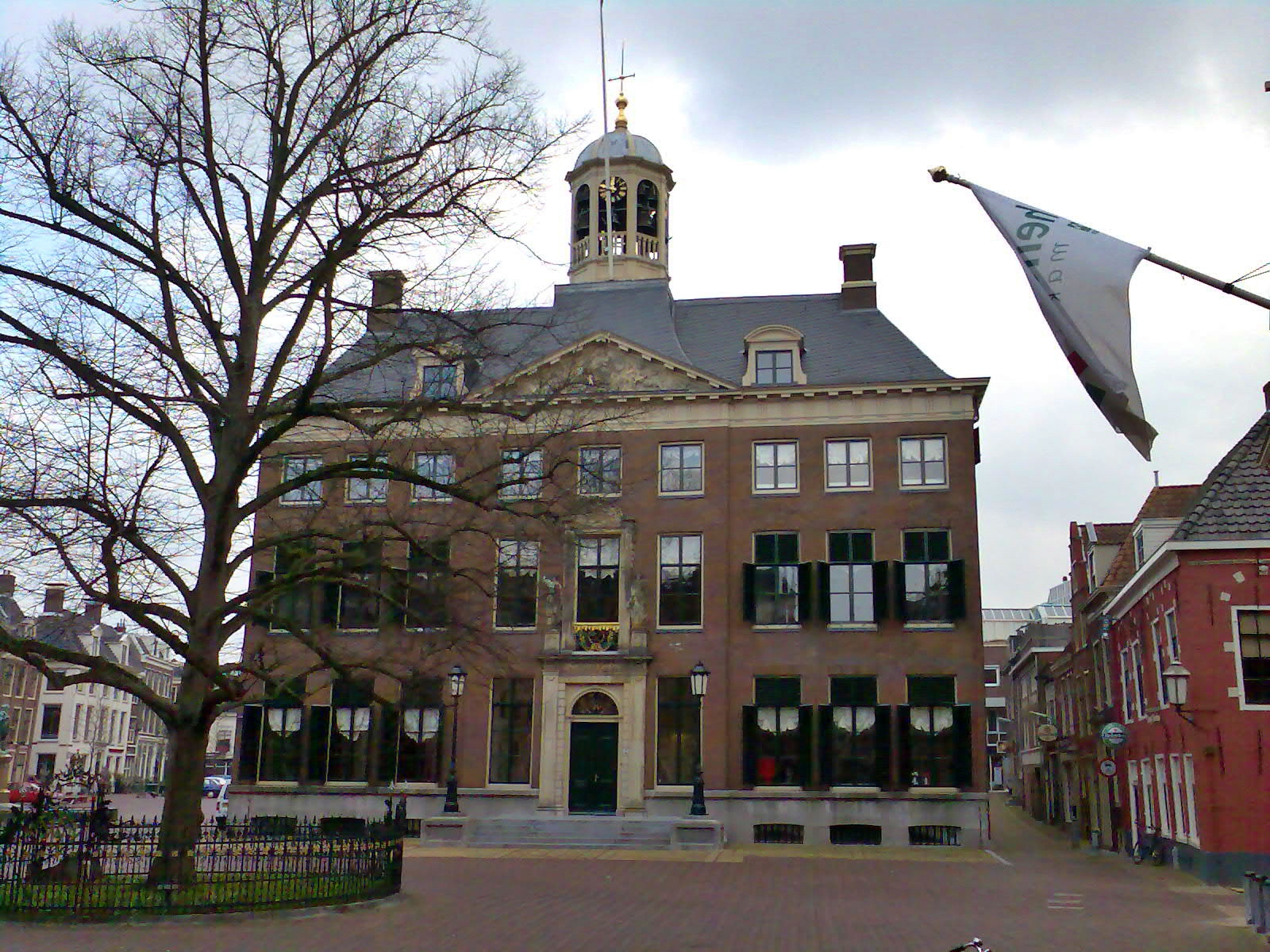
بلدية
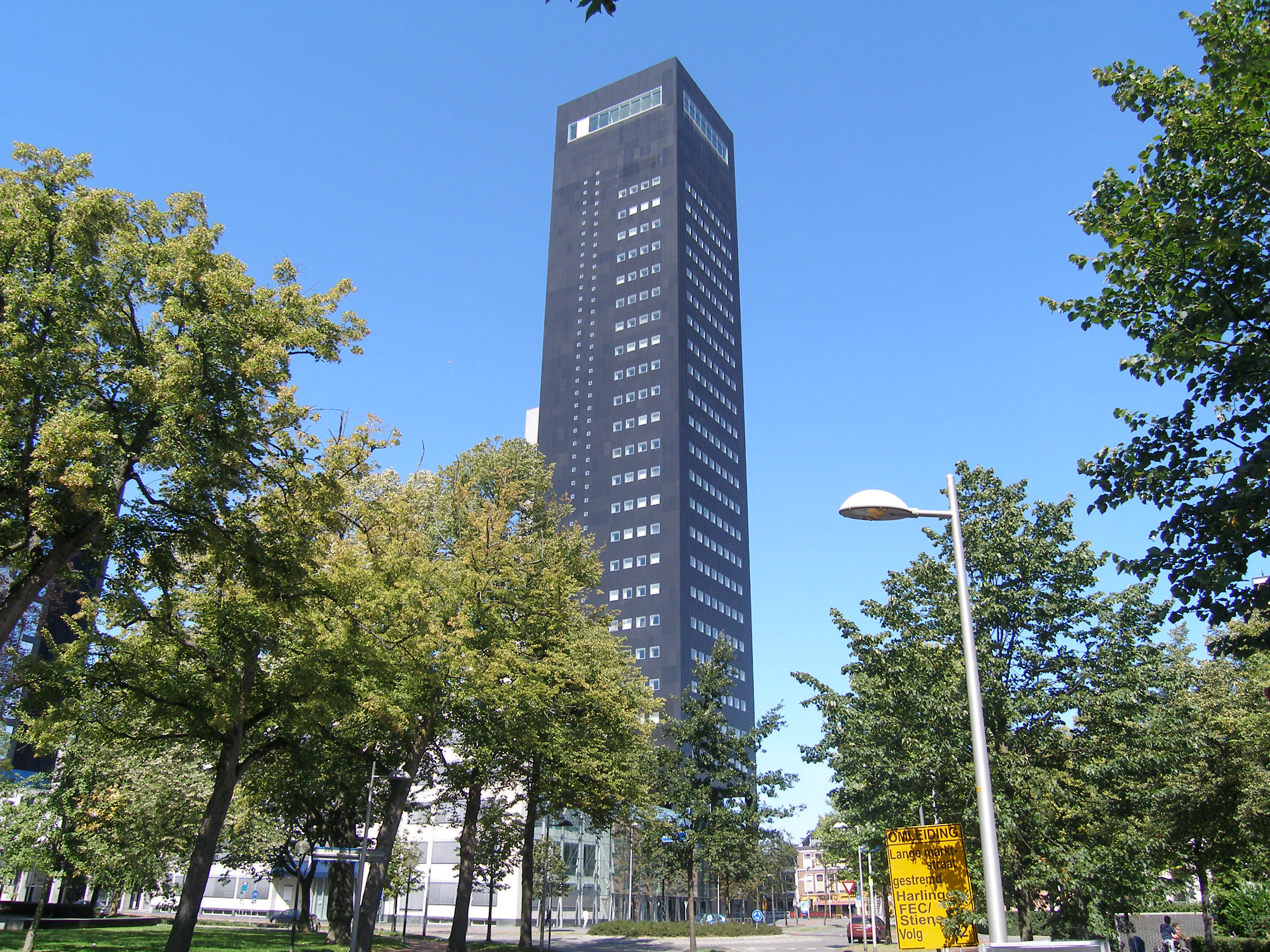
برج أخميا
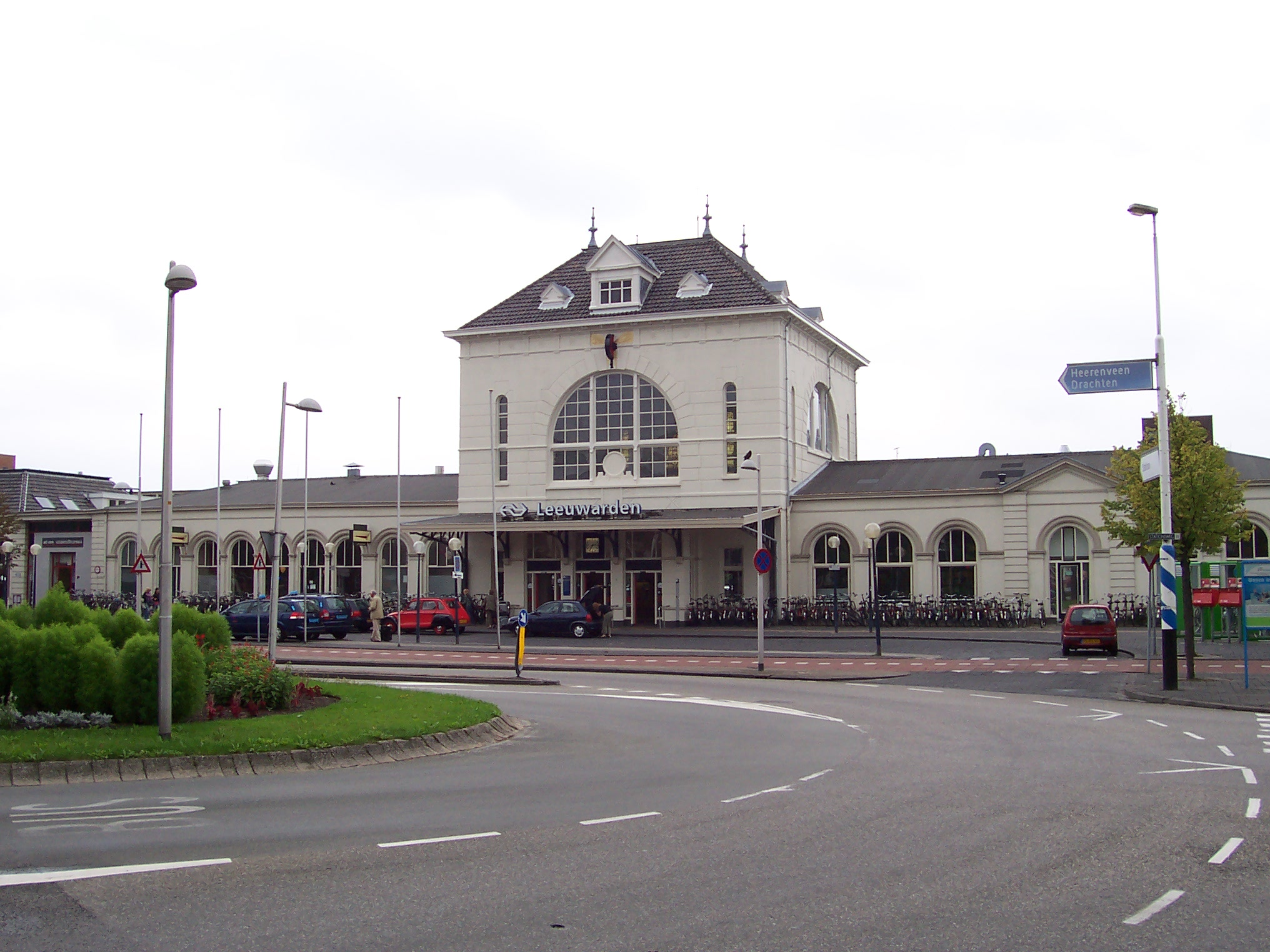
محطة المدينة
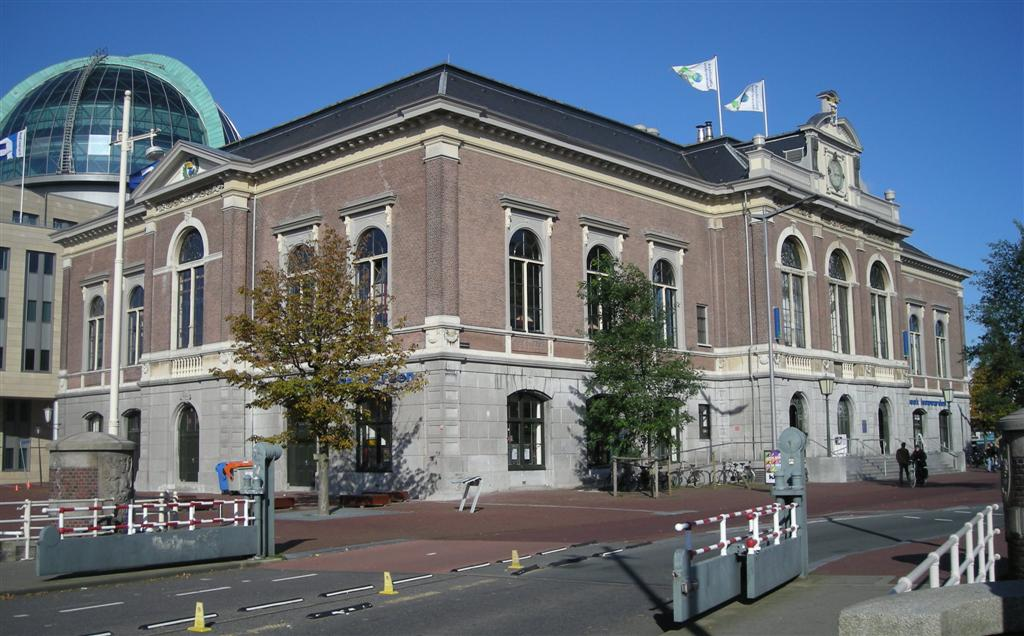
المكتبة الكبيرة
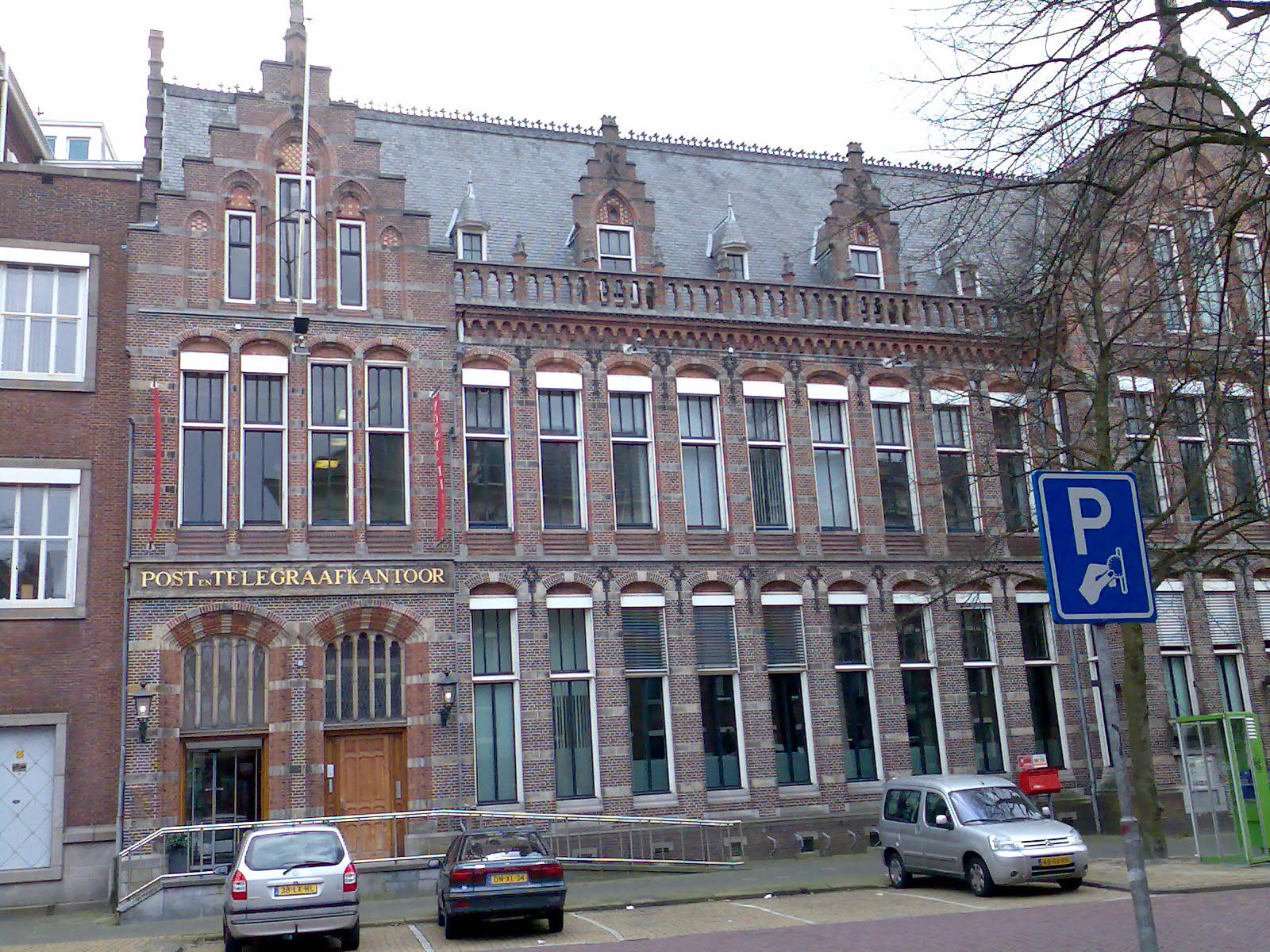
مكتب البريد المركزي
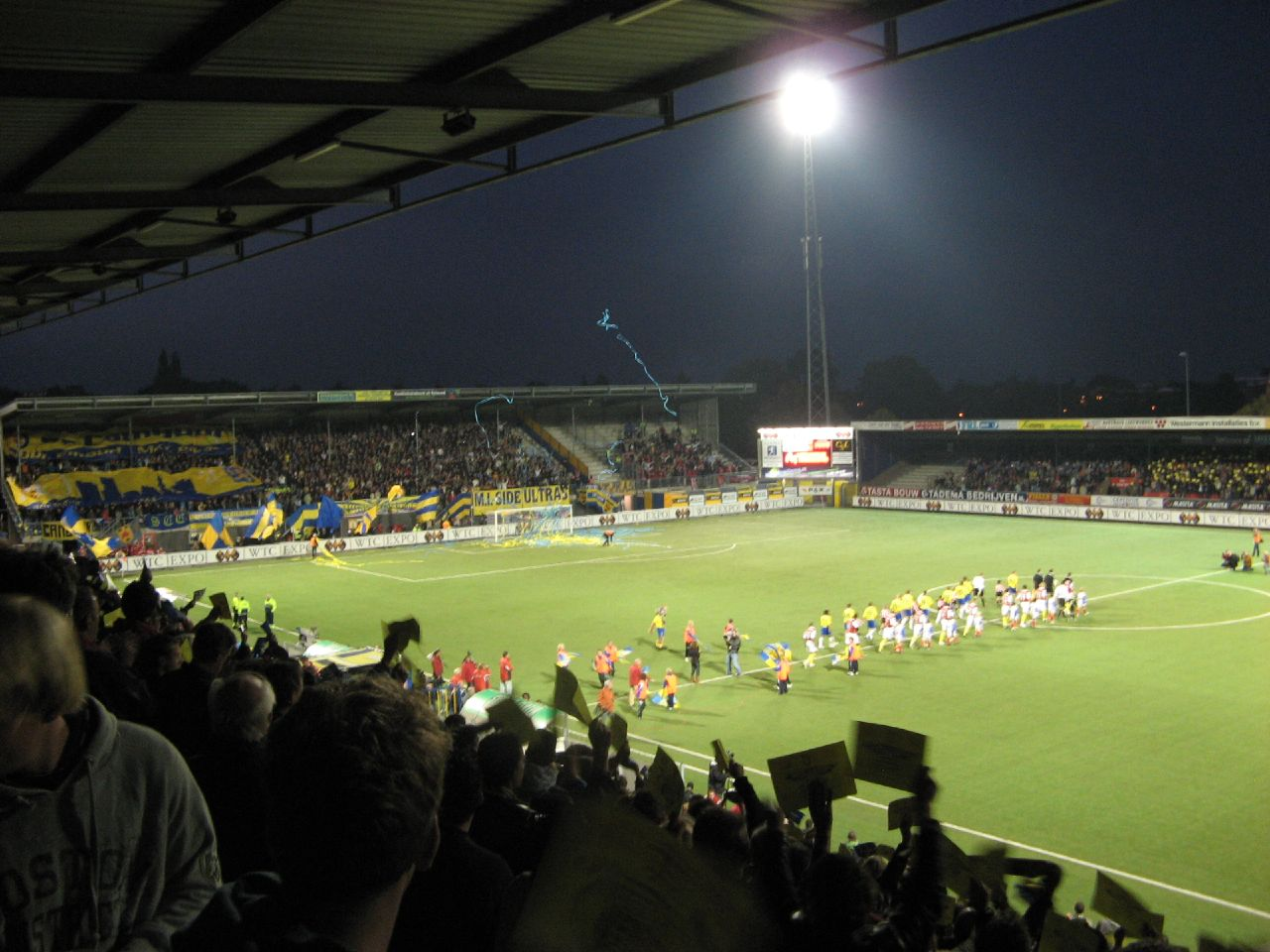
ملعب كامبور ليوواردن

## طوبوغرافيا
خريطة طوبوغرافية هولندية لبلدية ليوواردن، يونيو 2014، (تقرأ بعد ثلاث نقرات على الخريطة)

## أعلام
- هانس فريدامان ده فريس
- ماتا هاري
- بييت إنغلس
- ويليام الرابع أمير أورانيا
- بييت إسر
- إيشر
- ساسكيا فان يولنبرج
- جيتس فان دير فين

## مواضيع ذات علاقة
- فريزلاند
- اللغة الفريزية

## وصلات خارجية
- الموقع الرسمي
- Official site of the Stichting Bonifatiustoren.
- Working and Living in Leeuwarden